# Cancelleria Apostolica
La Cancelleria Apostolica è stato il dicastero della Curia romana preposto alla stesura, all'invio ed alla conservazione delle bolle pontificie. Essenzialmente ha svolto la funzione di segreteria del pontefice.

## Storia
Il nome Cancelleria Apostolica fu istituito da papa Innocenzo III nel 1198, ma l'organismo esisteva già: le sue origini risalgono al IV secolo, ovvero quando il cristianesimo divenne religio licita (Editto di Serdica) e la Chiesa di Roma poté darsi un'organizzazione amministrativa. Era retta da un cardinale, che fino al 1908 ebbe il titolo di Vice Cancelliere.
Nel XIII secolo fu riempita di funzionari specializzati nella redazione di norme giuridiche. Tra i documenti giuridici assunsero notevole importanza le decretali. La Cancelleria Apostolica divenne la fucina del nuovo diritto della Chiesa cattolica.
Dal 1532 (costituzione apostolica Etsi ad singula di papa Clemente VII) fino alla soppressione spettò al Vice Cancelliere (poi Cancelliere) il titolo cardinalizio di San Lorenzo in Damaso. La sua residenza fu prima in Via dei Banchi Vecchi poi, dal 1517, nel Palazzo della Cancelleria.
Nel 1908 Pio X (costituzione apostolica Sapienti consilio) ridusse la Cancelleria ad "Ufficio di Spedizione" della Congregazione per gli affari ecclesiastici straordinari; il cardinale responsabile dell'incarico assunse il titolo di "Cancelliere", ma la carica aveva perso molte delle attribuzioni e del potere di un tempo. La carica fu definitivamente abolita nel 1973 e le competenze vennero trasferite alla Segreteria di Stato.

## Cronotassi dei cancellieri
Prima del 1144 molti cancellieri usarono il titolo arcaico Bibliothecarius al posto di Cancellarius
- Pietro (1042-1050)
- Udo di Toul (1050-1051)
- Cardinale Federico di Lotaringia, bibliothecarius (1051-1057)
- Cardinale Umberto di Silva Candida, bibliothecarius (1057-1061)
- Cardinale Bernardo da Benevento (1061-1062)
- Cardinale Mainardo di Silvacandida, bibliothecarius (1062-1063)
- Cardinale Pietro (Dandini), bibliothecarius (1063-1084)
- Cardinale Bruno di Segni, bibliothecarius  (1087)
- Cardinale Giovanni di Gaeta, O.S.B. (1089 - 24 gennaio 1118 eletto papa con il nome di Gelasio II)
- Cardinale Sasso dei conti di Segni (1130 - 1136 deceduto)[3]
- Cardinale Aimerico di Borgogna ( ? - 1141 deceduto)
- Cardinale Gerardo dall'Orso (1141 - 9 marzo 1144 eletto papa)
- Cardinale Robert Pullen (novembre 1144 - settembre 1146 deceduto)
- Cardinale Guido da Vico (1146 ? - 15 agosto 1150 deceduto)
- Cardinale Rolando Bandinelli, C.R.L. (1153 - 7 settembre 1159 eletto papa)
- Cardinale Alberto di Morra, poi Papa Gregorio VIII (22 febbraio 1178 - 17 dicembre 1187 deceduto)
- Pseudocardinale Jean Allarmet de Brogny (1417 - 1421 dimesso)
- Cardinale Antonio Agliardi (29 giugno 1908 - 19 marzo 1915 deceduto)
- Cardinale Ottavio Cagiano de Azevedo (6 dicembre 1915 - 11 luglio 1927 deceduto)
- Cardinale Andreas Frühwirth, O.P. (19 dicembre 1927 - 9 febbraio 1933 deceduto)
- Cardinale Tommaso Pio Boggiani, O.P. (13 marzo 1933 - 26 febbraio 1942 deceduto)
- Cardinale Celso Costantini (22 maggio 1954 - 17 ottobre 1958 deceduto)
- Cardinale Santiago Luis Copello (25 marzo 1959 - 9 febbraio 1967 deceduto)
- Cardinale Luigi Traglia (13 gennaio 1968 - 7 febbraio 1973 dimesso)

## Cronotassi dei vice cancellieri
Nel corso del XIII secolo il vice-cancelliere fu spesso un cardinale, ma ciò non era obbligatorio. La carica fu riservata ai porporati a partire dai secoli successivi.
- Cardinale Ermanno (1159 - 1166 dimesso)
- Presbitero Graziano (1168 - 1178 dimesso)
- Mosé (1187–1191)
- Egidio Pierleoni (1191–1194)
- Cardinale Cencio Camerario (papa Onorio III) (1194–1198)
- Rainaldo di Acerenza (1198–1200)
- Biagio di Porto Torres (1200–1203)
- Presbitero Giovanni da Ferentino (1203 - 1205 creato cardinale diacono di Santa Maria in Via Lata)
- Presbitero Pelagio Galvani, O.S.B. (1204 ? - 1205 ? creato cardinale diacono di Santa Lucia in Silice)
- Cardinale Giovanni dei conti di Segni (1205–1213)
- Rainaldo Magallona (1213–1214)
- Cardinale Tommaso da Capua (1215–1216)
- Presbitero Rainiero (1216–19)
- Guglielmo di Modena (1219–1222)
- Cardinale Guido Pierleone (1222-6)
- Cardinale Sinibaldo Fieschi (1226 - 1227 dimesso)
- Martino di Sens (1227–32)
- Bartolomeo (1232–1235)
- Guglielmo (1235–1238)
- Giacomo Boncampio (1239–1244)
- Marinus de Eboli (1244–1252)
- Guglielmo di Catadego (1252–1256)
- Rainaldo Maestro (1256–1257)
- Cardinale Giordano Pironti (20 novembre 1257 - 5 luglio 1262 dimesso)
- Cardinale Pietro Peregrossi (1276 - 1288 dimesso)
- Cardinale Matteo d'Acquasparta (1288 - 1288 dimesso)
- Vescovo Jean Le Moine (1288 - 1294 dimesso)
- Cardinale Giovanni Castrocoeli, O.S.B. Cas. (1294 - 22 febbraio 1295 deceduto)
- Cardinale Pietro Valeriano Duraguerra (1295 - 1296 dimesso)
- Cardinale Riccardo Petroni (1296 - 1300 dimesso)
- Cardinale Pietro Valeriano Duraguerra (1300 - 1301 dimesso)
- Cardinale Pierre Arnaud de Puyanne, O.S.B. Clun. (8 agosto 1306 - 4 settembre 1306 deceduto)
- Cardinale Arnaud Nouvel, O.Cist. (1306 - 14 agosto 1317 deceduto)
- Cardinale Gauscelin de Jean (1317 - 1318 dimesso)
- Cardinale Pietro le Tessier, C.R.S.A. (1318 - aprile 1325 deceduto)
- Cardinale Pietro des Prés (aprile 1325 - 16 maggio 1361 deceduto)
- Cardinale Pierre de Monteruc (1361 - 1385 dimesso)
- Cardinale Rainolfo de Monteruc (1378 - 15 agosto 1382 deceduto)
- Pseudocardinale Jacques de Menthonay (1385 - 1391 dimesso)
- Cardinale Francesco Moricotti Prignani Butillo (22 ottobre 1385 - 6 febbraio 1394 deceduto)
- Pseudocardinale Jean Allarmet de Brogny (1391 - 1417 dimesso)
- Cardinale Marino Bulcani (febbraio 1394 - 8 agosto 1394 deceduto)
- Cardinale Angelo Acciaioli (29 agosto 1405 - 31 maggio 1408 deceduto)
- Cardinale Angelo Cino (1408 - 21 giugno 1412 deceduto)
- Cardinale Jean Allarmet de Brogny (1417 - 1421 deceduto)
- Vacante (1426 - 1434)
- Cardinale Jean de la Rochetaillée (1434 - 24 marzo 1437 deceduto)
- Cardinale Francesco Condulmer (1437 - 30 ottobre 1453 deceduto)
- Vacante (1453 - 1457)
- Cardinale Rodrigo Borgia (1º maggio 1457 - 11 agosto 1492 eletto papa)
- Cardinale Ascanio Maria Sforza (27 agosto 1492 - 27 maggio 1505 deceduto)
- Cardinale Galeotto Franciotti della Rovere (1505 - 11 settembre 1508 deceduto)
- Cardinale Sisto Gara della Rovere (11 settembre 1508 - 8 marzo 1517 deceduto)
- Cardinale Giulio de' Medici (9 marzo 1517 - 19 novembre 1523 eletto papa)
- Cardinale Pompeo Colonna (11 gennaio 1524 - 28 giugno 1532 deceduto)
  - Cardinale Francesco Armellini Pantalassi de' Medici (1526 - ottobre 1527 deceduto) (pro-cancelliere)
- Cardinale Ippolito de' Medici (3 luglio 1532 - 10 agosto 1535 deceduto)
- Cardinale Alessandro Farnese il Giovane (13 agosto 1535 - 2 marzo 1589 deceduto)
- Cardinale Alessandro Damasceni Peretti (13 marzo 1589 - 2 giugno 1623 deceduto)
- Cardinale Ludovico Ludovisi (7 giugno 1623 - 18 novembre 1632 deceduto)
- Cardinale Francesco Barberini (24 novembre 1632 - 10 dicembre 1679 deceduto)
- Vacante (1679 - 1689)
- Cardinale Pietro Ottoboni (14 novembre 1689 - 29 febbraio 1740 deceduto)
- Cardinale Tommaso Ruffo (29 agosto 1740 - 16 febbraio 1753 deceduto)
- Cardinale Girolamo Colonna di Sciarra (12 marzo 1753 - 20 settembre 1756 nominato camerlengo di Santa Romana Chiesa)
- Cardinale Alberico Archinto (20 settembre 1756 - 30 settembre 1758 deceduto)
- Cardinale Carlo Rezzonico (22 novembre 1758 - 24 gennaio 1763 nominato camerlengo di Santa Romana Chiesa)
- Cardinale Enrico Benedetto Stuart, duca di York (14 gennaio 1763 - 13 luglio 1807 deceduto)
- Cardinale Francesco Carafa della Spina di Traetto (3 agosto 1807 - 20 settembre 1818 deceduto)
- Cardinale Giulio Maria della Somaglia (2 ottobre 1818 - 2 aprile 1830 deceduto)
- Cardinale Tommaso Arezzo (5 luglio 1830 - 3 febbraio 1833 deceduto)
- Cardinale Carlo Odescalchi (15 aprile 1833 - 19 dicembre 1834 dimesso)
- Cardinale Carlo Maria Pedicini (19 dicembre 1834 - 19 novembre 1843 deceduto)
- Cardinale Tommaso Bernetti (22 gennaio 1844 - 21 marzo 1852 deceduto)
- Cardinale Luigi Amat di San Filippo e Sorso (27 settembre 1852 - 30 marzo 1878 deceduto)
- Cardinale Antonio Saverio De Luca (15 luglio 1878 - 28 dicembre 1883 deceduto)
- Cardinale Teodolfo Mertel (24 marzo 1884 - 11 luglio 1899 deceduto)
- Cardinale Lucido Maria Parocchi (14 dicembre 1899 - 15 gennaio 1903 deceduto)
- Cardinale Antonio Agliardi (22 giugno 1903 - 29 giugno 1908 nominato cancelliere)

## Cronotassi dei reggenti
- Cardinale Francesco Moricotti Prignani Butillo (1383 - 22 ottobre 1385 nominato vice-cancelliere)

...
- Monsignore Leopoldo Capitani (1922 - 1926 dimesso) (pro-reggente)

- Monsignore Cesare Spezza (? - 1926 dimesso)
- Monsignore Vincenzo Bianchi-Cagliesi (1926 - 1950 dimesso)
- Monsignore Amleto Tondini (1950 - 1960 dimesso)
- Monsignore Francesco Tinello (1960 - 1973 dimesso)